# أشباح (فلم)
أشباح هو فيلم من نوع دراما أُصدر في 2005. الفيلم من إخراج كريستيان بيتزولد، أما السيناريو فكان من كتابة كريستيان بيتزولد وهارون فاروكى.

## القصة
تبدأ نينا ، وهي يتيمة في نهاية المراهقة تعاني من مشاكل عقلية ، وظيفة جديدة كمنظفة حدائق عندما تلتقي بتوني. لقد وقعا في حب بعضهما البعض ، لكن سرعان ما يبدأ توني في خيانة نينا. في غضون ذلك ، يلتقط زوجها بيير فرانسواز في قسم نفساني بمستشفى برلين. بعد رؤية نينا ، تعتقد فرانسواز أنها وجدت ابنتها ماري المخطوفة ، لكن لم يصدقها توني ولا بيير. نينا غير متأكدة مما يجب أن تفكر فيه ...

## طاقم التمثيل
- جوليا همر
- كلوديا غايسلر  [لغات أخرى]‏
- سابين تيموتيو
- بيتر كورث [الإنجليزية]‏
- Rosa Enskat  [لغات أخرى]‏
- Philipp Hauss  [لغات أخرى]‏
- Daniel Christensen  [لغات أخرى]‏
- فيكتوريا تراوتمانزدورف
- اوريليان ريكوان
- ماريان باسلر
- Anna Schudt [الإنجليزية]‏
- Annika Blendl [الإنجليزية]‏
- بينو فورمان

## الإنتاج
موسيقى الفيلم التصويرية كانت من تأليف Stefan Will ‏.

## وصلات خارجية
- مقالات تستعمل روابط فنية بلا صلة مع ويكي بيانات